# Johann Abraham Löwel
Johann Abraham Löwel, eigentlich Löbel, (* 12. Juli 1674 in Johanngeorgenstadt; † 13. Juli 1751 in Kleinschmieden) war ein brandenburgischer Bergzehntner, Bergmeister auf dem Hammergut Hölle und Hammerherr in Kleinschmieden im Frankenwald.

## Leben
Johann Abraham Löwel ist der Sohn von Abraham Löwel, der ein sächsischer Glashütten- und fränkischer Hammerwerksbesitzer war und Stammvater der Familie Löwel im Bayreuthischen wurde. Sein Großvater Christoph Löbel besaß die Glashütte Oberjugel an der sächsisch-böhmischen Grenze im oberen Erzgebirge. Dieser hatte die Vertreibung der Exulanten aus der benachbarten Bergstadt Platten und die Gründung der Exulantenstadt Johanngeorgenstadt miterlebt. In Johanngeorgenstadt kam Johann Abraham Löwel 1674 zur Welt. Sein Vater hatte die Weitersglashütte bei Carlsfeld geerbt, die er am 4. September 1683 für 3000 Gulden an Veit Hans Schnorr verkaufte, der 1678 das benachbarte Hammerwerk Carlsfeld gegründet hatte. Wenig später verließ Abraham Löwel mit seiner Familie das Erzgebirge, um sich in der Nähe der fränkischen Stadt Naila niederzulassen, wo er das Hammerwerk in Kleinschmieden übernahm. Hier wuchs Johann Abraham Löwel gemeinsam mit seinem Bruder Christoph Heinrich Löwel auf.
Löwel trat als Bergmeister in den Dienst des Markgrafen von Brandenburg-Bayreuth. Später wurde er Bergmeister auf dem Hammergut Hölle.
In Lichtenberg heiratete er am 5. Juli 1703 Sophia Magdalena geborene Leupold (* 1680 in Wirsberg; begr. 16. Juli 1759 in Lichtenberg). Sie war die Tochter des Richters L. Leupold. Aus dieser Ehe gingen die Kinder Maria Elisabeth, Wolfgang Friedrich, Christiana Sophia, Johann Abraham, Friederika Susanna Johanna, Christian Siegmund und Johann Christoph Löwel hervor.
Als Johann Heinrich Löwel am 26. November 1727 starb, erbte Johann Abraham Löwel als Bergmeister das väterliche Hammerwerk in Kleinschmieden, das er später seinem Sohn Wolfgang Friedrich überließ.
Johann Abraham Löwel starb einen Tag nach seinem 77. Geburtstag in Kleinschmieden bei Naila und wurde zwei Tage später in Lichtenberg begraben.